# Mammoth Mountain Ski Area
 (août 2017).
Si vous disposez d'ouvrages ou d'articles de référence ou si vous connaissez des sites web de qualité traitant du thème abordé ici, merci de compléter l'article en donnant les références utiles à sa vérifiabilité et en les liant à la section « Notes et références ».
La station de sports d'hiver de Mammoth Mountain  (Mammoth Mountain Ski Area) est localisée dans l’État de Californie, dans l’Ouest des États-Unis.

## Description
Elle se situe sur le flanc septentrional de Mammoth Mountain, sur le versant oriental de la Sierra Nevada, à 1,5 km à l'ouest de la ville de Mammoth Lakes et fait partie de la Forêt nationale d'Inyo. 

## Histoire
La station a été fondée par Dave McCoy, un hydrographe du Los Angeles Department of Water and Power et membre du Eastern Sierra Ski Club, qui a constaté l'enneigement supérieur de cette montagne par rapport aux régions environnantes. 
La première remontée mécanique a vu le jour en 1955. 
Le domaine skiable s'étend en 2009-2010 sur 14 km2, dont 1,9 km2 dispose de capacité d'enneigement artificiel par canons à neige, et possède 28 remontées mécaniques.